# ぜんざい公社
『ぜんざい公社』（ぜんざいこうしゃ）は、落語の演目で、新作落語に分類される。ぜんざいを食べさせる役所ができたが、そこでは多くの書類と手続きが必要という、お役所仕事を風刺した内容である。
東大落語会編『落語事典 増補』は、3代目桂文三の作である『改良善哉』（かいりょうぜんざい）を戦後に改作したものとする。『改良善哉』では主人公は最終的に役人の監視の下でぜんざいを食べることになるが、12杯食べないと拘留3日・罰金5円と言われて不平をつぶやき、役人が「善哉食えんか」と尋ねると「ヘエ、5円でございます」（「食えん」と「9円」の地口）で落ち（サゲ）とする形だった（落ちについては「食えんか」「十円や」と返答するという形もある）。
ただ、これに類似する演目はそれ以前からあったとする以下のような見解もある。
- 加太こうじは1973年に執筆した「新作落語の位相」（『落語のすべて』學燈社に収録）の中で「（『ぜんざい公社』は）大正に作られた『帝国汁粉』『帝国浴場』『帝国芸者』の作り替え」「どれが先にできたのかはしらないが、すべて同工異曲で、本来民間の営業であるべきものが官営になって（中略）客たる民衆が困るお笑いである」と記している[4]。
- 小島貞二は『落語三百年 明治・大正の巻 改訂新版』（1979年）の中で3代目三遊亭圓馬が日露戦争のころ（当時は7代目朝寝坊むらく）に「明治百年（1968年）を空想した新作落語」として作った『衛生料理』を「汁粉屋に持って行った」ものが『改良ぜんざい』だとする[5][6]。
- 3代目桂米朝は、「明治の上方新作落語」（『上方落語ノート』所収）の「桂文三と御膳汁粉」の章で、桂文三が『御膳汁粉』を改作して『改良ぜんざい』としたと記し[7]、やまだりよこも同じ内容を紹介している[8]。

小島貞二は、『改良ぜんざい』が戦後に文の家かしくから桂麦團治を経て『ぜんざい公社』につながったとする。また小島は『ぜんざい公社』の演題を付けたのは3代目桂米朝で、「甘い汁はこっちで吸ってます」という落ち（サゲ）は笑福亭松之助によるものだとしている。米朝自身は「桂文三と御膳汁粉」で麦團治の廃業後、演者がいなかった時に「公社」という設定を取り入れたのは自分であるとし、1954年12月13日にNHKの『浪花演芸会』において『文化ぜんざい』のタイトルで演じたが、その際の落ちはぜんざいが配膳される段になって24時間ストライキに突入したためエレベーターが止まって載せたままになり、翌日までの保管料を請求されるというものだった。米朝はその後演じることはなかった。『古今東西落語家事典』（平凡社、1989年）のコラム「昭和期の新作落語」は笑福亭松之助が1959年に4代目桂文紅から「題名と落ちを得た」としている。やまだりよこは、『改良ぜんざい』を笑福亭松之助と4代目桂文紅がそれぞれ『ぜんざい公社』としてアレンジしたとする。
ここまで名の出た3代目桂文三・文の家かしく（3代目笑福亭福松）・桂麦團治・3代目桂米朝・笑福亭松之助・4代目桂文紅はいずれも上方落語の噺家である。前記の加太こうじの言及は、やはり上方落語家だった2代目桂春蝶が東京で口演した本演目に接したことがきっかけとなっている。一方、東京で上方落語を演じた2代目桂小南は、1982年の著書で（『ぜんざい公社』を）「二十年も前から演ってる」と記している。

## あらすじ
ある男が「ぜんざい公社」と言う役所の存在を知り、ぜんざいを食べようと思って公社を訪ねる。ところが入るなり、男は住所を聞かれ、書類を書かされ、健康診断を受けさせられたりと、食べる前の段取りが多く、窓口対応がことごとく硬直化した書類・捺印主義で、果ては各部署でのたらい回しにあう。それなのに、大金を印紙で支払いやっとの思いでありつくぜんざいは、汁気も甘味もまったくない代物。男が申し出た苦情に、食堂の担当官が「甘い汁はすべて当方が吸っております」と返答するところで落ちとなる。

## 改作
昔昔亭桃太郎は、『唄入りぜんざい公社』と題して北島三郎のブンガチャ節を（替え歌で）歌う場面を入れている。